# Саймон Гіманс
Саймон Ніколас Петер Гіманс (Simon Nicholas Peter Hemans) (19 вересня 1940) — британський дипломат. Перший Надзвичайний і Повноважний Посол Великої Британії в Україні.

## Біографія
Народився 19 вересня 1940 року. З 1966 по 1967 рік був секретарем посольства Великої Британії в СРСР. У 1968 році працював в МЗС Великої Британії. У 1969 році був заступником Верховного комісара (Співдружності), Англія. У 1982 році працював заступником Верховного комісара в Найробі, Кенія. З 1989 по 1992 рік очолював відділ Радянського Союзу в Управління закордонних справ і Співдружності Великої Британії. З 1992 по 1995 рік був Надзвичайним і Повноважним послом Великої Британії в Києві, Україна. . З 1995 по 1997 рік працював Верховним комісаром в Найробі, Кенія.

## Нагороди та відзнаки
- Орден Святого Михайла і Святого Георгія (1992)
- Королівський Вікторіанський орден (1983)